# Gaillard de la Mothe
Gaillard de la Mothe (Bordeaux, ... – Avignone, 20 dicembre 1356) è stato un cardinale francese.

## Biografia
Figlio di Amanieu, barone de la Mothe, signore di Langon and Rochetaillée, e di una sorella di papa Clemente V.
Avviato fin da giovinetto alla carriera ecclesiastica, divenne canonico del capitolo della cattedrale di Narbona. Fu poi protonotario apostolico e precentore della diocesi di Chichester dal 31 maggio 1312 fino alla morte; prebendario della Milton Ecclesia dal 1312 e arcidiacono di Oxford dal 1313.
Fu creato cardinale diacono di Santa Lucia in Silice da papa Giovanni XXII nel concistoro 17 dicembre 1316. Prebendario di Stoke dal 1321 al 1324 e prebendario di Aylesbury dal 1324 al 1356.
Partecipò al conclave del 1334, che elesse papa Benedetto XII.
Partecipò al conclave del 1342, che elesse papa Clemente VI; il nuovo papa lo inviò per risolvere la disputa tra arcivescovo Niccolò di Ravenna e Opizzone d'Este, vicario di Ferrara, che aveva occupato Argenta, che era sotto la giurisdizione dell'arcivescovo. Fu poi arcidiacono di Ely dal 1344 fino alla morte e nel 1345 divenne inoltre tesoriere della diocesi di Salisbury. Lo stesso anno divenne sospetto di slealtà verso il re Filippo VI di Francia; il papa difese il cardinale con una lettera, con la quale elogiava il prelato per la sua incorruttibilità, i costumi morigerati, la maturità e la prudenza. Nel 1346 divenne priore di Ispagnac e dal 1º ottobre 1346 fu cardinale protodiacono. Nel 1348,  assieme ad altri due cardinali, fu incaricato di esaminare le accuse contro la regina Giovanna di Napoli. Partecipò al conclave del 1352, che elesse papa Innocenzo VI, che fu da lui incoronato in qualità di cardinale protodiacono.